# Ischnodemus conicus
Ischnodemus conicus är en insektsart som beskrevs av Van Duzee 1909. Ischnodemus conicus ingår i släktet Ischnodemus och familjen Blissidae. Inga underarter finns listade i Catalogue of Life.